# Réserve naturelle de Lågabakkane
La Réserve naturelle de Lågabakkane  est une aire protégée norvégienne qui est située dans le municipalité de Larvik, dans le comté de Vestfold.

## Description
La réserve naturelle de 0,122 km2 a été créée en 2018. Elle est située sur le cours de la rivière Numedalslågen, au nord-ouest de Svarstad.
Son substrat rocheux est constitué de syénite, tandis que les zones meubles sont principalement constituées de dépôts marins et de fjords, ainsi que de certains dépôts fluviaux. Dans la zone, il existe également une ancienne forêt d'épicéa de ravin sur des masses meubles marines, ainsi que des fragments de forêt de pin sylvestre des sables. Ces types de forêts sont rares et précieux pour la diversité biologique.
Le but de la réserve naturelle est de préserver une zone qui représente un type spécifique de nature sous la forme d'une ancienne forêt d'épicéas de ravin et d'une forêt de pins des sables dans les basses terres, avec les espèces naturelles, les types d'habitats et les processus écologiques. La région possède des gisements d'espèces rares et menacées.